# Gare de Tétange
La gare de Tétange est une gare ferroviaire luxembourgeoise de la ligne 6c, de Noertzange à Rumelange, située à Tétange sur le territoire de la commune de Kayl, dans le canton d'Esch-sur-Alzette.
En 2022, elle était la gare la moins fréquentée du réseau ferré luxembourgeois, avec seulement 2623 voyageurs, n'étant desservie que quelques fois par jour, aux heures de pointe.

## Situation ferroviaire
Établie à 290 mètres d'altitude, la gare de bifurcation de Tétange est située au point kilométrique (PK) 7,196 de la ligne 6c, de Noertzange à Rumelange, à voie unique, entre les gares de Kayl et de Rumelange. Elle est également l'origine au PK 0,000 de la ligne 6d de Tétange à Langengrund qui dessert la cimenterie de Langengrund (lb).

## Histoire
La station de Tétange est mise en service par la Compagnie des chemins de fer de l'Est, l'exploitant des lignes de la Société royale grand-ducale des chemins de fer Guillaume-Luxembourg, lors de l'ouverture à l'exploitation la ligne de Noertzange à Rumelange le 1er juin 1860.

## Service des voyageurs

### Accueil
Gare CFL, c'est un point d'arrêt avec un abri. La gare possède un automate pour l'achat de titres de transport.

### Desserte
Tétange est desservie par des trains Regionalbunn (RB) de la relation Noertzange - Rumelange,.

### Intermodalité
La gare est desservie à distance par la voie publique, à l'arrêt Schungfabrik desservi par les lignes 508 et 601 du Régime général des transports routiers. Un parking pour les véhicules (21 places) y est aménagé.